# ウインドトーカーズ
『ウインドトーカーズ』（原題: Windtalkers）は、2002年に公開されたアメリカ映画。1944年、太平洋戦争末期のサイパン島を舞台に、アメリカ海兵隊所属のナバホ族（コードトーカー）を、日本軍の攻撃から守ろうと奔走した隊員達を描いた戦争映画である。

## ストーリー
1943年、南太平洋ソロモン諸島ブーゲンビル島。上官の戦死で小隊を指揮することになった海兵隊のジョー・エンダーズ伍長（ニコラス・ケイジ）は、日本軍の猛攻の前に若い兵士たちを次々と失い、自らは負傷しながらも唯一の生き残りとして帰還したが、左耳に重度の障害が残った上に平衡感覚まで失い、ハワイの海軍病院で療養していた。彼は失った仲間のために再度戦うことを決意し、従軍看護婦リタ（フランシス・オコーナー）と共にリハビリを続け、復帰のための聴力テストではリタの手心により無事合格し、現役に復帰した。
復帰した彼は第2偵察隊に配属され、一等軍曹イェルムスタッド（ピーター・ストーメア）、 ピート・「オックス」・ヘンダーソン（クリスチャン・スレーター）らに出会う。与えられた任務はタラワキャンプ付きのナバホ族の暗号通信兵（コードトーカー）である ベン・ヤージ二等兵（アダム・ビーチ）とチャーリー・ホワイトホース（ロジャー・ウィリー）二等兵の援護と秘密暗号の死守だった。
ナバホ族の幼なじみ同士であるヤージとホワイトホースは、砲撃を指示する暗号化されたメッセージを送受信するように訓練されている。エンダースとヘンダーソンは、暗号が敵に解読されないように、彼らが捕虜になりそうになった場合にはコードトーカーを殺すよう命令される。エンダースもヘンダーソンも、ナバホ族のコードトーカーを守る任務にやや不満なようで、一方、ナバホ族の2人は一部の白人海兵隊員、特にチャック上等兵による人種差別にも耐えている。しかし、任務中にヘンダーソンとホワイトホースはお互いに音楽が好きなことを知る。エンダースとヤージはまた、特にカトリック教徒としての生い立ちなど、多くの共通点があることに気づく。
マリアナ諸島のサイパンへの侵攻は、ヤージとホワイトホースにとって初めての戦闘経験となる。橋頭堡を確保した後、米軍砲兵の援護射撃が始まる。ヤージの無線機が破壊され、砲撃の中止を依頼出来なくなったため、ヤージはエンダースを捕虜にした日本兵に変装して敵陣の背後に潜り込み、無線機を強奪することを計画する。ヤージは、米軍の砲撃を日本軍陣地に仕向ける前に、初めて敵兵を殺すことを強いられる。彼らの勇敢さにより、エンダースは指揮官から銀星賞を授与されるが、エンダースが指摘するまでヤージの役割は殆ど考慮されなかった。
その夜、海兵隊は近くのタナパグ村で野営する。ヤージが暗号を翻訳するために一時的に指揮所に戻ることになった時、エンダースは命令に従いヤージを殺さなくてはならなくなる可能性に苦悩するが、その任務から下りたいという彼の申し入れは却下される。翌朝、日本兵が村を急襲する。ヘンダーソンは殺され、ホワイトホースは捕らえられそうになる。エンダースは暗号解読のために日本軍がホワイトホースを拷問するだろうと考え、ホワイトホースに手榴弾を投げ、彼を日本兵もろとも殺害する。ヤージはタナパグに戻り、ホワイトホースの遺体を見て、何が起こったのかを説明して欲しいとエンダースに叫ぶ。エンダースがホワイトホースを殺したと小さい声で言うと、激怒したヤージはエンダースに武器を向けるが、殺すことは出来ない。エンダースは後に、ホワイトホースを本当は殺したくなかったこと、ヘンダーソンと同様、自分の使命は何よりも暗号を守ることであったと告白する。
海兵隊は別の任務を与えられ、今度はタポチョ山の地雷原の近くで待ち伏せされ、多くの海兵隊員が死亡する。ヤージ、エンダース、チャック、パパスらは尾根に隠れ、尾根の上からの日本軍の砲撃が彼らの眼下の海兵隊輸送部隊を攻撃するのを見た。ホワイトホースの死に依然として激怒しているヤージは日本軍の前線に突撃し、多くの日本兵を殺害した。ヤージとエンダースは日本軍陣地への空爆を要請し、その後2人とも撃たれてしまう。しかし、包囲され、ホワイトホースの時と同じように、日本軍が暗号のために自分を捕らえて拷問するだろうと知ったヤージは、エンダースに自分を殺すように依頼する。エンダースは、その日はもう誰も死なせないと決意し、何とかヤージを安全な場所に移す。友軍機が飛来し、日本軍陣地の破壊に成功する。 致命傷を負ったエンダースは死亡するが、ヤージは攻撃の成功を喜ぶ。
米国に戻ったヤージとその家族は、アリゾナ州モニュメントバレーのポイントメサの頂上に座り、神聖なネックレスとナバホ族の儀式服を着て、エンダースに敬意を表すナバホ族の儀式を執り行う。
エピローグでは、太平洋戦域でアメリカが日本に勝つためにナバホの暗号が極めて重要であり、他のすべてのネイティブ・アメリカンの暗号と同様、ナバホの暗号は決して解読されることは無かったと説明される。

## キャスト
| 役名                       | 俳優                       | 日本語吹替   | 日本語吹替   |
| 役名                       | 俳優                       | ソフト版     | テレビ朝日版 |
| -------------------------- | -------------------------- | ------------ | ------------ |
| ジョー・エンダーズ         | ニコラス・ケイジ           | 大塚明夫     | 小山力也     |
| ベン・ヤージ               | アダム・ビーチ             | 森川智之     | 坂詰貴之     |
| オックス・ヘンダーソン     | クリスチャン・スレーター   | 寺杣昌紀     | 家中宏       |
| イェルムスタッド           | ピーター・ストーメア       | 内田直哉     | 村田則男     |
| チック                     | ノア・エメリッヒ           | 楠大典       | 後藤哲夫     |
| パパス                     | マーク・ラファロ           | 江原正士     | 田中正彦     |
| ハリガン                   | ブライアン・ヴァン・ホルト | 星野充昭     | 桐本琢也     |
| ネリー                     | マーティン・ヘンダーソン   | 入江崇史     | 村治学       |
| チャーリー・ホワイトホース | ロジャー・ウィリー         | 楠見尚己     | 益富信孝     |
| リタ                       | フランセス・オコナー       | 佐々木優子   | 安藤麻吹     |
| メリッツ少佐               | ジェイソン・アイザックス   | 佐々木敏     |              |
| マーテンス                 | キャメロン・ソア           | 佐藤晴男     |              |
| 軍医                       | ケヴィン・クーニー         | 辻つとむ     |              |
| キトリング                 | キース・キャンベル         | 飯島肇       | 上別府仁資   |
| ハスビー                   | クレイトン・バーバー       | 江川大輔     |              |
| タワラキャンプの二等軍曹   | スコット・アトキンソン     | 遠藤純一     |              |
| ナバホの教官               | ヴィンセント・ホイップル   | 清水敏孝     |              |
| SGTコード教官              | クリス・デヴリン           | 大川透       |              |
| 三等曹長                   | ジェフ・デイヴィス         | 上田陽司     |              |
| 曹長                       |                            | 新垣樽助     |              |
| 衛生兵                     |                            | くわはら利晃 |              |
| 小隊付軍曹                 |                            | 中村俊洋     |              |
| エンディング・ナレーション | -                          | なし         | 小島敏彦     |

- テレビ朝日版：初回放送2005年3月20日 『日曜洋画劇場』 21:00-23:24

## 評価
レビュー・アグリゲーターのRotten Tomatoesでは167件のレビューで支持率は33%、平均点は5.10/10となった。Metacriticでは35件のレビューを基に加重平均値が51/100となった。

## 備考
- ヤージのモデルとなった人物は、海兵隊のコードトーカーとして従軍したアレン・デール・ジューン（英語版）である。2000年にアメリカ議会から議会名誉黄金勲章が授与された。2010年9月10日に死去[5][6]。